# چکاوک شنی
چکاوک شنی (نام علمی: Calandrella raytal) پرنده‌ای از راستهٔ گنجشکسانان و از تیرهٔ چکاوکان به طول ۱۲،۵ سانتیمتر، از چکاوک پنجه کوتاه کوچکتر از آنست.